# Кегон
Кегон (канџи: 華厳 хирагана: けごん) је назив за јапанску верзију хуајанске школе кинеског будизма.
Хуајан учење је у Јапан дошло 736. године када је учењак Робен (Rōben; 良辯 или 良弁) позвао кинеског учењака познатог као Шиншо (審祥, Shinjō, кинески Shen-hsiang, корејски Simsang), како би предавао Аваматску сутру у манастиру Киншосен-џију (金鐘山寺, такође 金鐘寺 Konshu-ji или Kinshō-ji), месту које је постало данашњи храм Тодаи-џи. Када је храм Тодаи-џи завршен, Робен је у њему основао Кегон као покрет изучавања јапанског будизма.
Кегон је временом преузео езотеричне ритуале Шингон будизма, који се практикују и данас. 